# Gismondina-Ca
La gismondina-Ca és un mineral de la classe dels silicats. Va ser descoberta l'any 1817 a Capo di Bove, a la regió de Lacio (Itàlia), rebent el seu nom del mineralogista italià Carlo Giuseppe Gismondi (1762-1824).

## Característiques
La gismondina-Ca és una zeolita amb calci que cristal·litza en el sistema monoclínic. La seva duresa a l'escala de Mohs oscil·la entre 4 i 5. L'Associació Mineralògica Internacional vol agrupar sota el terme gismondina les espècies gismondina-Ba, rica en bari, i gismondina-Ca, rica en calci.
Segons la classificació de Nickel-Strunz, la gismondina-Ca pertany a «09.GC: Tectosilicats amb H₂O zeolítica, cadenes de connexions dobles de 4-enllaços» juntament amb els següents minerals: amicita, garronita, gobbinsita, harmotoma, phil·lipsita-Ca, phil·lipsita-K, phil·lipsita-Na, flörkeita, merlinoita, mazzita-Mg, mazzita-Na, perlialita, boggsita, paulingita-Ca i paulingita-K.

## Formació i jaciments
Freqüentment associada amb la phil·lipsita-Ca, es forma com a producte secundari de l'alteració de les plagiòclasis. Sol trobar-se omplint cavitats en basalts amb nefelina i olivina, així com en tefrita amb leucita.